# شعوعيات
الشَّعوعيات أو الشعاعيات هي من الأوليات التي تنتج الهياكل العظمية المعدنية المعقدة، عادة ما تكون على شكل كبسولة مركزية تقسم الخلية إلى أجزاء داخلية وخارجية من الإندوبلازم والإكتوبلازم. تم العثور عليها كعوالق حيوانية في جميع أنحاء المحيطات، وبقايا عظامها تشكل جزءاً كبيراً من غطاء قاع المحيط كناز سيليكي.

## الوصف

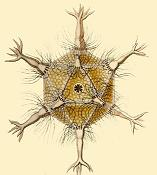
Circogonia icosahedra، نوع من الشعاعيات على شكل عشروني الأوجه.

لدى الشعاعيات العديد من الأقدام الكاذبة التي تشبه الإبر مدعومة بحزم من الأنابيب الدقيقة التي تساعد الشعاعيات على الازدهار. نواة الخلية ومعظم العضيات الأخرى موجودة في الإندوبلازم، بينما توجد الفجوات وقطرات ليبيدية في الإكتوبلازم والتي تجعلها مزدهرة. يمكن أن تحتوي الشعاعيات على طحالب تعايشية، خصوصاً من النوع Symbiodinium، والتي توفر معظم الطاقة في الخلية. تم العثور على بعض هذه الأنظمة بين الشوامس، ولكنها تفتقر إلى الكبسولات المركزية وتنتج فقط مجرد أشواك بسيطة.

## التصنيف
تنتمي الشعاعيات إلى مملكة الجذراوات مع المنخربات. تقليدياً تم تقسيم الشعاعيات إلى 4 مجموعات هي Acantharea، Nassellaria، Spumellaria وPhaeodarea كل من Nassellariaو Spumellaria ينتج عظاماً سيليكية، أما أكانثاريا (Acantharea) فتنتج عظاماً من كبريتات السترونتيوم وترتبط ارتباطاً وثيقاً بالطائفة Taxopodida،التي تفتقر إلى هيكل عظمي داخلي وكان يعتقد لفترة طويلة أنه من الشوامس. يمكن تقسيم الشعاعيات إلى شعيبتين هما:
- Polycystina: وتضم الطائفتين Spumellaria وNassellaria.
- Spasmaria: وتضم الطائفتين Acantharia وTaxopodida.[6][7]

وهناك العديد من الرتب الأعلى التي تم الكشف عنها في التحليلات الجزيئية من البيانات البيئية وخصوصاً المتعلقة بـAcantharia وSpumellaria. هاتان الطائفتان حتى الآن غير معروف عنها تماماً من حيث المورفولوجيا والفسيولوجيا؛ ولذا يرجح أن تنوع الشعاعيات أكبر بكثير مما هو معرف عليه الآن.

## السجل الحفري
أقدم ظهور للشعاعيات المعروفة حالياً كان في بداية العصر الكامبري، حيث ظهرت كحيوانات صغيرة بأصداف. في وقت لاحق ظهرت الاختلافات بين الشعاعيات باختلاف هيكل السيليكا وقليل من التموجات على الصدفة (إن وجدت). 90% من أنواع الشعاعيات قد انقرضت فعلياً. وتستخدم الهياكل العظمية أو الأصداف من الشعاعيات القديمة في التنقيب عن النفط وتحديد المناخات القديمة.

## انظر ايضاً
- Radiolarians
- Geometry and Pattern in Nature 3: The holes in radiolarian and diatom tests
- Radiolaria.org
- Ernst Haeckel: Die Radiolarien (Rhizopoda radiaria) Berlin, 1862
- Radiolaria—Droplet
- Tree Of Life—Radiolaria